# ロエル・マナート
ロエル・マナート（Roel Mannaart、1994年2月10日 - ）は、オランダの男性キックボクサー。メジロジム所属。第2代K-1 WORLD GP世界ヘビー級王者。
90年代のK-1に参戦したアンドレ・マナートを父に持つ。

## 来歴
2017年11月23日、K-1 WORLD GP 2017 JAPAN ～初代ヘビー級王座決定トーナメント～に参戦。1回戦で岩下雅大にKO勝ち。準決勝でイブラヒム・エル・ボウニにKO負けしてベスト4に終わった。
2018年3月21日、K-1 WORLD GP 2018 JAPAN ～K'FESTA.1～にてK-1 WORLD GPヘビー級王者アントニオ・プラチバットに挑戦し判定勝ち。勝ったロエルは第2代K-1 WORLD GPヘビー級王者となった。
2019年11月24日、K-1 WORLD GP 2019 JAPANにて、クリス・ブラッドフォードと対戦して1RKO勝ち。この試合はK-1 WORLD GPヘビー級タイトルマッチとして行われ、ロエルは王座防衛に成功した。
2025年7月13日、K-1 DONTAKU(マリンメッセ福岡)にて第2代K-1 WORLD GPクルーザー級(-90kg)王者・K-Jeeとヘビー級タイトルマッチを行い、2Rに3度のダウンを奪って王座防衛に成功した。

## 戦績

### キックボクシング
| キックボクシング 戦績 | キックボクシング 戦績 | キックボクシング 戦績 | キックボクシング 戦績 | キックボクシング 戦績 | キックボクシング 戦績 | キックボクシング 戦績 |
| --------------------- | --------------------- | --------------------- | --------------------- | --------------------- | --------------------- | --------------------- |
| 26 試合               | (T)KO                 | 判定                  | その他                | 引き分け              | 無効試合              |                       |
| 24 勝                 | 14                    |                       |                       | 0                     |                       |                       |
| 2 敗                  |                       |                       |                       | 0                     |                       |                       |

| 勝敗 | 対戦相手                 | 試合結果                        | 大会名 | 開催年月日     |
| ×    | セルゲイ・マスロバエフ   | 1R 1:48 TKO                     | Glory 75: Utrecht                                                                                                   | 2020年2月29日  |
| ○    | クリス・ブラッドフォード | 1R 2:19 KO（左フック）          | K-1 WORLD GP 2019 JAPAN ～よこはまつり～ 【K-1 WORLD GPヘビー級タイトルマッチ】                                     | 2019年11月24日 |
| ○    | キリル・コルニロフ       | 3R終了 判定3-0                  | Glory 62: Rotterdam                                                                                                 | 2018年12月8日  |
| ○    | ダニエル・スカボロー     | 3R終了 判定3-0                  | Glory 59: Amsterdam                                                                                                 | 2018年9月29日  |
| ○    | アントニオ・プラチバット | 3R終了 判定3-0                  | K-1 WORLD GP 2018 JAPAN ～K'FESTA.1～ 【K-1 WORLD GPヘビー級タイトルマッチ】                                        | 2018年3月21日  |
| ×    | イブラヒム・エル・ボウニ | 1R 3:00 KO（2ダウン：左フック） | K-1 WORLD GP 2017 JAPAN ～初代ヘビー級王座決定トーナメント～ 【K-1 WORLD GP初代ヘビー級王座決定トーナメント準決勝】 | 2017年11月23日 |
| ○    | 岩下雅大                 | 1R 2:47 KO（2ダウン：左フック） | K-1 WORLD GP 2017 JAPAN ～初代ヘビー級王座決定トーナメント～ 【K-1 WORLD GP初代ヘビー級王座決定トーナメント1回戦】  | 2017年11月23日 |
| ○    | Nico Pereira Horta       | 3R終了 判定3-0                  | Rings Fighting Network Amstelveen                                                                                   | 2017年5月3日   |
| ○    | Thomas Bridgewater       | 3R KO                           | RINGS Beverwijk 2016                                                                                                | 2016年10月23日 |
| ○    | Michael Lorenz           | 1R 1:40 KO                      | Day of Destruction 11                                                                                               | 2016年6月4日   |
| ○    | Semmie Onoiafie          | 2R TKO                          | Fighting Rookies | 2016年5月22日  |

## 獲得タイトル
- 第2代K-1 WORLD GPヘビー級王座